# Jeanette Hain
Jeanette Hain (n. 18 februarie 1969 în München) este o actriță germană. Jeanette a studiat în 1993 dramaturgia la Hochschule für Fernsehen und Film München. În anul 1996 este descoperită de Sherry Horman când juca rolul principal în serialul TV „Liebe und Verhängnis“.

## Filmografie (selectată)
- 1997: Das Trio
- 1998: Frau Rettich, die Czerni und ich
- 1999: Sturmzeit
- 2000: Abschied. Brechts letzter Sommer
- 2001: Die Reise nach Kafiristan
- 2002: Nick Knatterton – Der Film
- 2009: Die Gräfin
- 2009: Albert Schweitzer – Ein Leben für Afrika
- 2009: Young Victoria
- 2010: Gier